# Katrina Bowden
Katrina Bowden (n. 19 septembrie 1988, Wyckoff, New Jersey, SUA) este o actriță americană cunoscută pe plan internațional pentru rolul jucat în serialul 30 Rock, fiind premiată cu Screen Actors Guild Award. A fost numită în anul 2011 Sexiest Woman Alive.

## Filmografie
| Anul | Titlu                             | Rol                | Notes     |
| ---- | --------------------------------- | ------------------ | --------- |
| 2007 | Reckless Behavior: Caught on Tape | Bronson Girl       | TV movie  |
| 2008 | Sex Drive                         | Ms. Tasty          |           |
| 2009 | Ratko: The Dictator's Son         | Holly              |           |
| 2009 | The Shortcut                      | Christy            |           |
| 2010 | Tucker & Dale vs Evil             | Allison            |           |
| 2012 | American Reunion                  | Mia                |           |
| 2012 | Piranha 3DD                       | Shelby             |           |
| 2012 | Hold Your Breath                  | Jerry              |           |
| 2012 | Nurse 3D                          | Danni              |           |
| 2013 | Movie 43                          | Girl on Blind Date |           |
| 2013 | Scary Movie 5                     | Natalie            |           |
| 2013 | A True Story                      | Deanna             |           |
| TBA  | The Last Film Festival            | Young Starlet      | Completed |

| Anul      | Titlu                             | Rol              | Notes                                  |
| --------- | --------------------------------- | ---------------- | -------------------------------------- |
| 2006      | Law & Order: Special Victims Unit | Danna Simpson    | Episode: "Gone"                        |
| 2006      | One Life to Live                  | Britney Jennings | 2 episodes                             |
| 2007      | Psych                             | Coed             | Episode: "Scary Sherry: Bianca's Toast |
| 2010      | Ugly Betty                        | Heather          | Episode: "Smokin' Hot"                 |
| 2010      | Nick Swardson's Pretend Time      | Hilary           | Episode: "I Just Got Voodoo'd"         |
| 2011      | CollegeHumor Originals            | Julie            | Episode: "I'm Such a Nerd"             |
| 2012      | New Girl                          | Holly            | Episode: "Secrets"                     |
| 2006–2013 | 30 Rock                           | Cerie            | Main role                              |

| Anul | Titlu        | Rol   | Notes                       |
| ---- | ------------ | ----- | --------------------------- |
| 2005 | Dance, Dance |       | Song by Fall Out Boy        |
| 2006 | Good Day     |       | Song by Jewel               |
| 2008 | After Hours  |       | Song by We Are Scientists   |
| 2013 | Miss Jackson | Witch | Song by Panic! at the Disco |